# Total Request Live On the Road
Total Request Live On the Road è stata la denominazione del programma televisivo italiano Total Request Live, in onda su MTV Italia che ha assunto durante l'estate 2010, girando tutta Italia con un truck itinerante che ha toccato numerose località marittime. Il programma si rifà alla vecchia edizione estiva Total Request Live On Tour, andato in onda dal 2006 al 2009. La prima edizione dello show è partita il 3 maggio dalla città di Genova ed è terminato il 24 settembre 2010 a Milano. L'ultima puntata dello show itinerante è stata anche l'ultima puntata di Total Request Live. A maggio 2011, dopo i TRL Awards del medesimo anno, è stata confermata la chiusura del programma.

## Edizioni

### Prima ed unica stagione (3 maggio - 24 settembre 2010)
Il tour del 2010 è iniziato il 3 maggio a Genova ed è terminato il 24 settembre a Milano. È stato condotto da quattro nuovi vjs, Alessandro Arcodia, Brenda Lodigiani, Andrea Cadioli e Wintana Rezene.

#### Orari di trasmissione
- Genova e Trieste: 14:00 - 15:00

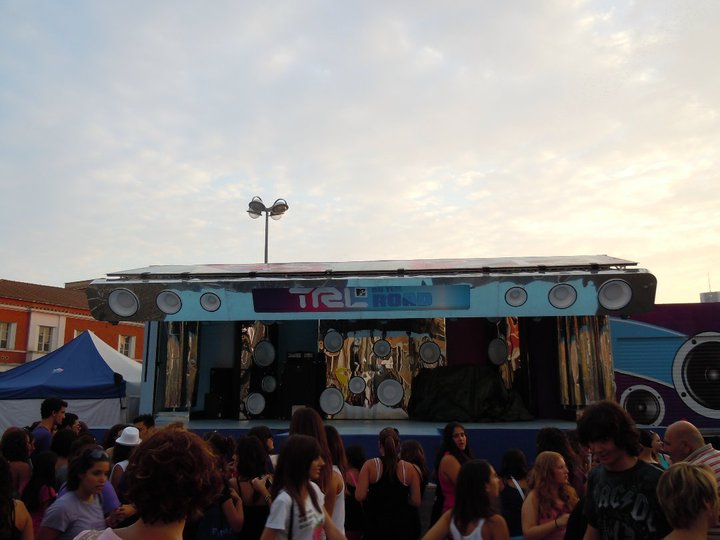
Il truck di TRL On the Road visto davanti: zona stage.

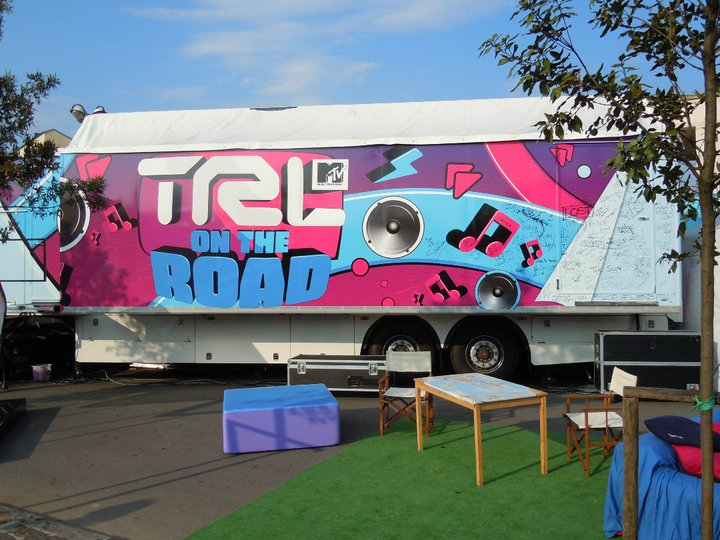
Il truck di TRL On the Road visto da dietro: zona backstage.

- Riccione, Pescara, Bari, Marina di Bibbona, Latina e Catania: 19:00 - 20:00
- Milano: 15:00 - 16:00

#### Palco
Con la rivoluzione della nuova edizione, a TRL viene cambiata anche la concezione di palco. Non più un palco fisso vero e proprio che ha ospitato per anni numerose puntate dello show, ma un truck (un camion all'americana dalle dimensioni piuttosto grandi) che viaggerà su e giù per l'italia, fermandosi nelle piazze delle città più importanti. Polifunzionale, colorato e futuristico, il grande truck del programma si trasforma in un vero e proprio palco, con un meccanismo che ricorda molto i camion adottati nei luna park itineranti. La base del palco è rettangolare con una pedana piccola rivolta verso il pubblico, usata spesso dai cantanti nelle loro performance.
Nella parte destra del truck è posizionato il classico ledwall in cui vengono mostrati i video della classifica e degli speciali registrati dai VJ. Per la prima volta, inoltre, durante le dirette sono frequenti i collegamenti con il backstage di TRL che ha finalmente un ruolo importante nelle dirette: mentre prima infatti veniva mostrato solo nelle puntate milanesi dello show e nel tour veniva sempre nascosto, con questa nuova tipologia di show il backstage diventa punto di riferimento di VJ per intervistare gli ospiti e per lanciare importanti iniziative, non necessariamente legate al mondo della musica; il tutto accompagnato da una scenografia molto curata contenente divanetti colorati e un finto prato in erba sintetica. Con una nuova grafica semplice, vivace e accattivante, il nuovo "palco" di TRL avrà quindi la funzione di avvicinare l'artista e i vjs al pubblico spettatore, cercando così di diminuire il gap tra artista e fan, ma diminuendo l'effetto scenografico delle piazze.
N.B. Dal 25 al 27 giugno il truck è stato una delle location degli MTV Days di Torino ed è stata parzialmente modificata la scenografia per avvicinarla a quella del megashow torinese del 2010.

#### Città
- Genova[1]

Per la prima tappa, lo show appronda a Genova (questa sarà ufficialmente la quinta volta che la città ospiterà la trasmissione), dalla suggestiva cornice del Porto Antico, che aveva già ospitato due edizioni del tour di TRL, dal 3 al 7 maggio, proprio in concomitanza con la quinta edizione dei TRL Awards. Ospiti della tappa: Valerio Scanu, Lost, Finley ed Emma. Nell'ultima puntata è stata assente la VJ Brenda.
- Trieste[2]

Seconda tappa dello show è Trieste, in diretta da Piazzale Straulino, dal 24 al 28 maggio. Gli ospiti di questa tappa sono: Finley, Nesli, The Sun, Tony Maiello, Valerio Scanu, Emily Osment, Michela Quattrociocche, Emanuele Bosi, Agnese Claisse, Marco Carta. Trieste era già stata in passato una delle città protagonista del tour, nel 2006, e sede della quarta edizione dei TRL Awards. Inoltre, da questa tappa, TRL comincia a produrre le sue dirette nel formato panoramico 16:9.
- Riccione[3]

Terza tappa è, per la prima volta, la città di Riccione, in Piazzale Roma, dal 31 maggio al 4 giugno. Gli ospiti della tappa sono Paolo Meneguzzi, Sonohra, Phinx, Mondo Marcio, The Bastard Sons Of Dioniso, Broken Heart College, Lost, Airway, Emanuele Bosi e The Sun.
- Pescara[4]

La quarta tappa della trasmissione è Pescara, live da Piazza Salotto dal 7 all'11 giugno che ospita Pierdavide Carone, Loredana Errore, i dARI, Orpheline, Marco Carta, Fabrizia D'Ottavio, i Vanilla Sky e i Broken Heart College. La città appare nell'itinerario di TRL con quest'anno per la terza volta.
- Bari[5]

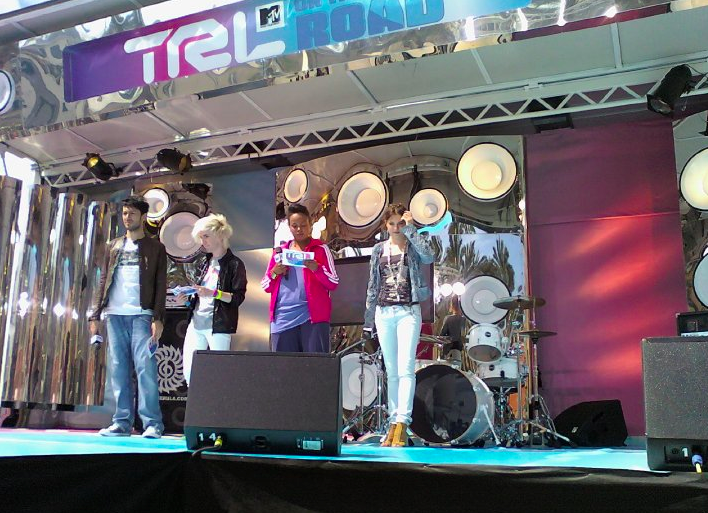
I VJ sul truck di TRL On the Road.

Per la quinta tappa, TRL ritorna a Bari in Piazza Diaz dal 14 al 18 giugno. Gli ospiti sono La Fame di Camilla, Mondo Marcio, Vacca, gli Huga Flame, DJ Jad, Emma e i Sonohra.
- Marina di Bibbona[6][7]

Per la sesta tappa, il truck di TRL si fermerà a Bibbona, un piccolo comune in provincia di Livorno dal 28 giugno al 2 luglio in Piazza del Forte. Ospiti: Stromae, Blind Fool Love, Broken Heart College, Jessica Brando, Valerio Scanu, Piotta e i The Sun.
- Latina[8][9][10]

Per la settima tappa il programma sbarcherà a Latina, in Piazza del Popolo, dal 5 al 9 luglio. Ospiti: Emma, Tony Maiello, Vanilla Sky, Cor Veleno, Marco Mengoni, Le Strisce, Airway, Broken Heart College, Jessica Brando, Luca Marino e Marracash. Questa è stata la tappa che ha visto il maggior numero di ospiti in tutto il tour.
- Catania[11][12]

Per l'ottava tappa lo show di MTV appare per la quarta volta in Sicilia ma approda per la prima volta a Catania, in diretta da Viale Africa (area Le Ciminiere), dal 12 al 16 luglio. Ospiti: Zero Assoluto, Alex Gardner, dARI, Finley, Alessandro Cattelan, The Electric Diorama e, a grandissima richiesta, i Tokio Hotel.
- Milano[13]

Dopo più di un anno di assenza, TRL decide di stabilirsi a Milano in Piazza Duca D'Aosta per ben due settimane, dal 13 al 24 settembre, accogliendo ospiti come Lost, Alexia, Finley, Valerio Scanu, Mads Langer, Due di Picche, Skunk Anansie, Tony Maiello, Sonohra, dARI, Phinx, The Electric Diorama, Jessica Brando, Modà, Rio, Mondo Marcio, Nesli, Marco Carta, Cor Veleno, Vanilla Sky e molti altri.